# Plaza de toros de Pamplona
Plaza de toros de Pamplona är en tjurfäktningsarena i Pamplona i Spanien.   Den ligger i provinsen Provincia de Navarra och regionen Navarra, i den nordöstra delen av landet, 300 km nordost om  Madrid. 